# Plain and Fancy Girls
Plain and Fancy Girls est un film muet américain réalisé par Leo McCarey et sorti en 1925.

## Synopsis
Jimmy Jump a une petite amie très simple, et devient vite intrigué par une fille fantaisiste qu'il aperçoit dans un parc. Finalement, il se rend compte qu'il est mieux avec sa petite amie sans fioritures.

## Fiche technique
- Réalisation : Leo McCarey
- Production : Hal Roach
- Date de sortie :
  - États-Unis : 1er mars 1925

## Distribution
- Charley Chase : Charley
- Katherine Grant
- Tiny Sandford
- Martha Sleeper